# Culte héroïque grec
Cet article concerne le culte héroïque dans la Grèce antique. Pour les autres cultures, voir Culte héroïque.

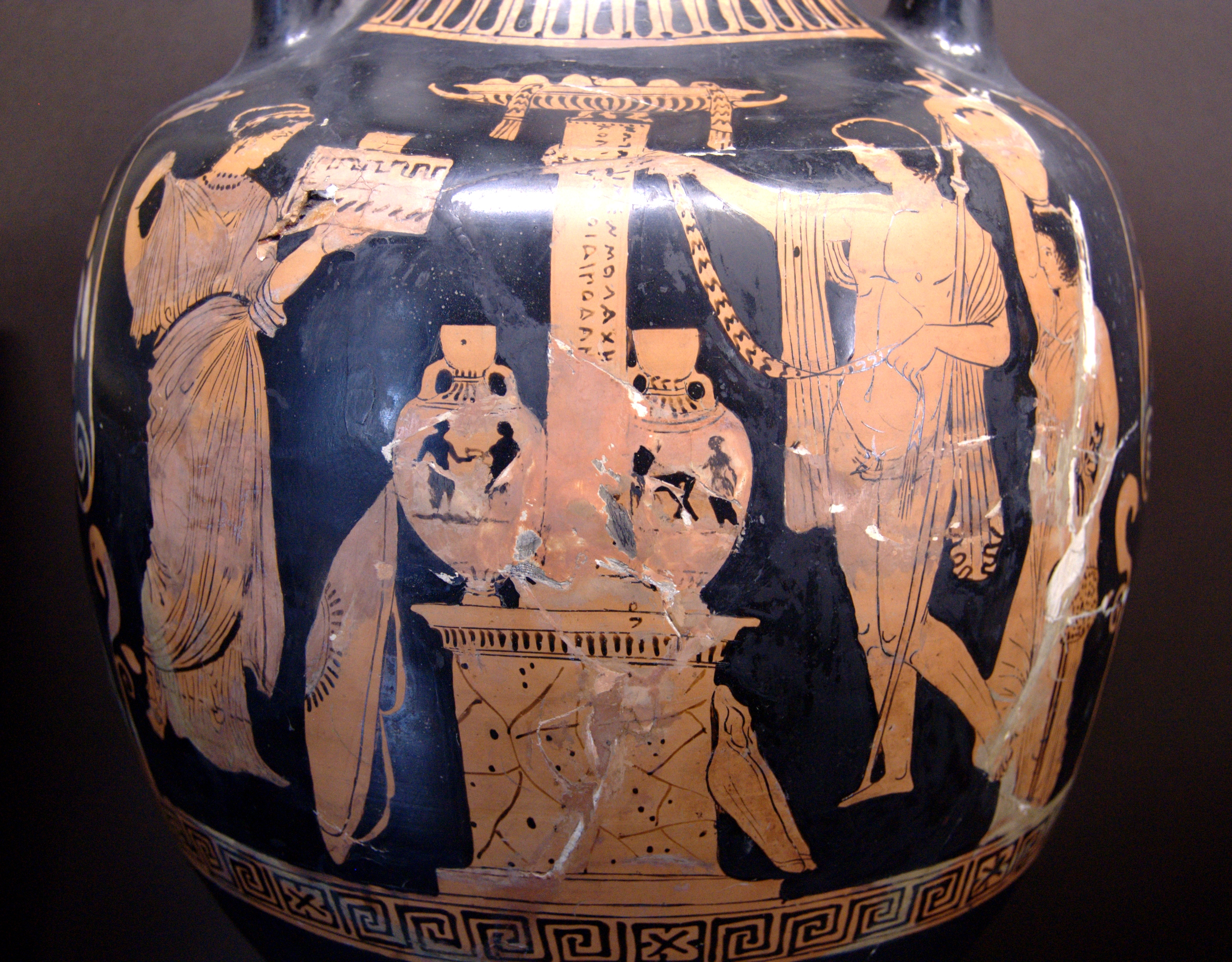
Culte d'Œdipe sur une amphore pseudo-panathénaïque lucanienne, v. 380-370 av. J.-C., musée du Louvre (CA 308)

Le culte héroïque est, en Grèce antique, le culte rendu par une communauté plus ou moins importante à un mort fameux ayant vécu dans un passé généralement légendaire et ayant apporté des bienfaits à cette communauté, par exemple comme le fondateur de la cité, comme héros civilisateur ou comme guerrier. Il existait de multiples cultes rendus à des héros, mais aussi à des héroïnes.

## Nature des héros et héroïnes en Grèce ancienne
Dans la religion grecque, les héros sont une catégorie d'êtres situés entre le monde des humains et celui des divinités. Ils se distinguent des premiers par les pouvoirs qu'ils peuvent exercer et des seconds par leur nature mortelle. Autrement dit, ils ont dans le culte une fonction semblable à celle d'une divinité secondaire (des « dieux à petite échelle » selon A. D. Nock), mais ils s'en distinguent parce qu'ils ont une biographie qui en fait des mortels.

## Caractéristiques des cultes héroïques
Un héros est vénéré à l'emplacement de sa tombe (réelle ou supposée). Le sanctuaire d'un héros est appelé hérôon, tandis que le sanctuaire d'une divinité est appelé hiéron. De très nombreux héros ne sont connus et honorés que dans de petites communautés, villages ou régions : c'est par exemple le cas des héros éponymes des tribus et des dèmes à Athènes à l'époque classique. Seuls quelques héros sont honorés dans toute la Grèce, le plus fameux étant Héraclès : on parle alors de culte panhellénique. Entre ces deux extrêmes, de nombreux héros légendaires comme Achille ou Ménélas ont reçu un culte héroïque, de même que des fondateurs de cités, comme Thésée ou encore Érichthonios (à Athènes). Le hérôon est un sanctuaire privé ou improvisé en hommage à un héros ou un dieu ; dans les Caractères, Théophraste explique, dépeint un superstitieux par une personne qui construit un petit sanctuaire, un hérôon après avoir reconnu un signe divin de la part de Sabazios.
Les spécialistes de la religion grecque antique ont longtemps considéré que les cultes rendus aux héros différaient nettement, par leurs modalités, des cultes rendus aux divinités ; de la même façon, on a d'abord interprété les cultes héroïques comme des cultes chtoniens, c'est-à-dire liés à la terre (de même qu'il existe des divinités grecques chtoniennes). Par la suite, plusieurs études ont montré que le culte des héros a souvent recours aux mêmes rites, cérémonies et célébrations que le culte des divinités,. De même, les héros sont invoqués dans les prières comme des puissances divines sur le même plan que les autres, afin de rendre des oracles, d'apporter la guérison, de protéger la communauté, de punir les criminels, etc.

## Histoire du développement des cultes héroïques
D'un point de vue historique, le culte héroïque est attesté dès les siècles dits « obscurs », où des tombes de héros (qui sont principalement des sépultures aristocratiques) reçoivent des sacrifices. Les héros sont alors considérés comme des êtres exceptionnels, une sorte d'aristocratie des morts, à qui les vivants peuvent demander protection. Cette forme ancienne de culte héroïque perdure encore dans certaines régions du monde grec à l'époque classique, comme en Messénie, où Aristomène fait encore l'objet d'un tel culte au IVe siècle av. J.-C., époque à laquelle le culte héroïque a davantage une fonction honorifique que de protection de la communauté, comme c'était le cas à plus haute époque. Le possible hérôon de la nécropole de Lefkandí en Eubée, datant des environs de 950 av. J.-C. et disposant d'un riche mobilier funéraire, est un exemple probable de forme ancienne de culte héroïque en Grèce antique. 
Le culte des tombes se développe au VIIIe siècle av. J.-C. : des tombes plus anciennes (notamment mycéniennes) reçoivent des offrandes de vases ou de statuettes en terre cuite, généralement les bras levés au ciel, peut-être en signe d'apothéose. Elles deviennent également le théâtre de sacrifices. Au même moment, les épopées homériques se diffusent. Les céramiques prouvent que les potiers-décorateurs connaissaient bien le cycle troyen. Cependant, le « culte des tombes » ne se réduit pas aux héros connus de la mythologie grecque : des tessons portent des inscriptions « au héros », sans le nommer. Le culte rendu dans les tombes mycéniennes est toujours anonyme. De plus, ce culte se développe principalement dans les cités-États : il reste inconnu en Crète ou en Thessalie.
Lorsque débute la seconde phase de colonisation grecque au milieu du VIIIe siècle av. J.-C., les colons fondent de nouvelles cités, d'abord en Italie (Grande Grèce), puis sur tout le pourtour méditerranéen. L'expédition débouchant à la fondation de la colonie est menée par un œciste, un homme généralement issu de l'aristocratie, qui devient le fondateur de la nouvelle cité. Après sa mort, cet œciste était héroïsé : son tombeau était érigé sur l'agora de la cité et il recevait un culte héroïque. Celui-ci servait de marqueur identitaire à la colonie.
Le culte héroïque est encore attesté en Grèce au début de l'empire romain. Il perdurera jusqu'à la christianisation de la Grèce, à partir du IVe siècle.

### Religion grecque antique
- Madeleine Jost, Aspects de la vie religieuse en Grèce : Du début du Ve siècle à la fin du IIIe siècle av. J.-C., Paris, SEDES, 1992
- Walter Burkert (trad. Pierre Bonnechere), La Religion grecque à l'époque archaïque et classique, Paris, Picard, 2011 (1re éd. 1977)
- Louise Bruit Zaidman et Pauline Schmitt Pantel, La religion grecque dans les cités à l’époque classique, Paris, Armand Colin, coll. « Cursus », 2017, 5e éd. (1re éd. 1989)
- (en) Robert Parker, On Greek religion, Ithaca, Cornell University Press, 2011
- (en) Jennifer Larson, Ancient Greek Cults : A Guide, New York, Routledge, 2007

### Héros et cultes héroïques

#### Articles de synthèse
- (de) Fritz Graf, « Heroenkult », dans Hubert Cancik et Helmuth Schneider (dir.), Der Neue Pauly, Altertum, vol. 5 : Gru–Iug, Stuttgart, J. B. Metzler, 1998 col. 476-480
- (en) Fritz Graf, « Heros », dans Karel van der Toorn, Bob Becking et Pieter W. van der Horst (dir.), Dictionary of Deities and Demons in the Bible, Leyde, Boston et Cologne, Brill, 1999, p. 412-415
- Geneviève Hoffmann, « Héros grec », dans Jean Leclant (dir.), Dictionnaire de l'Antiquité, Paris, Presses universitaires de France, 2005, p. 1042-1044
- (en) Gunnel Ekroth, « Heroes and Hero-Cults », dans Daniel Ogden (dir.), A Companion to Greek religion, Malden et Oxford, Blackwell, 2007, p. 100-114
- (en) Emily Kearns, « Hero-cult », dans Simon Hornblower, Antony Spawforth et Esther Eidinow (dir.), The Oxford Classical Dictionary, Oxford, Oxford University Press, 2012, 4e éd., p. 672.
- (en) Joanne M. A. Murphy, « Archaeology of Hero Cults », dans Corinne Ondine Pache (dir.), The Cambridge Guide to Homer, Cambridge, Cambridge University Press, 2020, p. 336-338

#### Études spécialisées
- (en) Carla Antonaccio, An Archæology of Ancestors. Tomb Cult and Hero Cult in Early Greece, Rowman & Littlefield, Londres, 1993 ;
- (it) A. Brelich, Gli eroi greci. Un problema storico-religioso, Rome, 1958.
- (en) Gunnel Ekroth, The Sacrificial Rituals of Greek Hero-Cults in the Archaic to the early Hellenistic periods, in Kernos, supplément, n°12, Liège, Centre International d'Étude de la Religion Grecque Antique, 2002. Compte rendu dans la Bryn Mawr Classical Review.
- (en) J. Larson, Greek Heroine Cults, Madison, University of Wisconsin Press, 1995.
- (en) Emily Kearns, Heroes of Attica, bulletin du Institute of Classical Studies, University of London, n° 57, 1989.
- (fr + en) Vinciane Pirenne-Delforge et Emilio Suárez de la Torre, Héros et héroïnes dans les mythes et les cultes grecs, Liège, Presses universitaires de Liège, coll. « Kernos Supplément » (no 10), 2000 (lire en ligne)
- (en) Anthony Snodgrass, “The archaeology of the hero”, Annali di Archeologia e Storia Antica 10, 1988, 19-26.
- (en) Sabine Albersmeier (dir.), Heroes : Mortals and Myths in Ancient Greece, Baltimore, Walters Art Museum, 2009